# Bradina rectilinealis
Bradina rectilinealis là một loài bướm đêm trong họ Crambidae.